# 思いがけないめぐり会い
『思いがけないめぐり会い、またはメッカの巡礼』（おもいがけないめぐりあい、またはメッカのじゅんれい、フランス語: La rencontre imprévue, ou Les pèlerins de la Mecque）Wq. 32は、クリストフ・ヴィリバルト・グルックが1763年に作曲した3幕のオペラ・コミック。当時流行の「トルコ風」の内容を持つ。
リブレットはアラン＝ルネ・ルサージュとドルヌヴァルによる1726年のヴォードヴィル喜劇を元にルイ・ダンクールによって書かれた。

## 初演
1763年、後の皇帝ヨーゼフ2世の妻であるパルマ公女イザベラが没したため、劇中でレジア王女が恋人のアリを試すために死んだふりをする場面の台詞が書きかえられた。
作品は『思いがけないめぐり会い (La rencontre imprévue )』のタイトルで1764年1月7日にウィーンのブルク劇場において初演された。
元のダンクールのテクストは1990年になってようやく『メッカの巡礼 (Les pèlerins de la Mecque)』の題でコメディー・メレ・ダリエットとして初演された。

## 上演史
『思いがけないめぐり会い』はグルックのオペラ・コミックの中でもっとも長く、また最良の作品と考えられており、18世紀においてオペラ・コミックの中でもっとも人気が高かった。フランス語版はブリュッセル（1766年）、ボルドー（『アリとレジア』の題で1766年5月19日）、アムステルダム（1768年）、デン・ハーグ（1768年）、マンハイム（1768年）、コペンハーゲン（1772年）、リエージュ（1776年12月23日）、カッセル（1780年）、リール（1783年11月17日）、マルセイユ（1784年）において上演された。ドイツ語に翻訳された版は『Die unvermuthete Zusammenkunft oder Die Pilgrimme von Mecca』の題でフランクフルト（1771年4月16日）、ウィーン（1776年にケルントナートーア劇場、1780年7月26日にブルク劇場）、ミュンヘン（1779年3月9日）、ベルリン（1783年10月17日、ベルリンで初めて上演されたグルックのオペラ）、ほか多くの都市で上演された。
パリではジャン＝ピエール・ソリエによって改変され、『メディナの狂人たち、または思いがけないめぐり会い (Les fous de Médine, ou La rencontre imprévue)』の題で1790年5月1日に最初のサル・ファヴァール劇場においてオペラ＝コミック座によって初演された。1906年12月20日にはグルック版がオペラ＝コミック座によって再演され、1923年にはトリアノン＝リリークによっても上演された。
カール・ハゲマンによる新しいドイツ語訳が『Die Pilger von Mekka』の題でヴィースバーデン（1922年10月）、バーゼル（1924年9月26日）、ベルリン（1928年2月18日）、ウィーン（1931年6月）において上演された。

## 影響
ハイドンの『突然の出会い (L'incontro improvviso)』（1775年）は本作の台本を改訂した上で新しい音楽をつけたものであり、また1780年にウィーンで本作が再演されたことはモーツァルトの『後宮からの誘拐』の筋に影響を与えたと考えられている。
1784年にモーツァルトは本作のカレンデルのアリア「われら愚かな民の思うは (ドイツ語: Unser dummer Pöbel meint フランス語: Les hommes pieusement)」の主題によるピアノ変奏曲（K. 455）を書いている。この変奏曲は1887年にチャイコフスキーの組曲第4番『モーツァルティアーナ』の終楽章において管弦楽化されている。

## 登場人物
| 役                                     | 声域           | 1764年1月7日の初演時の歌手 |
| -------------------------------------- | -------------- | -------------------------- |
| レジア（アリの恋人、スルターンの捕囚） | ソプラノ       |                            |
| バルキス（レジアの侍女）               | ソプラノ       |                            |
| ダルダネ（レジアの侍女）               | ソプラノ       |                            |
| アミーヌ（レジアの侍女）               | ソプラノ       | Maria Teresa Sartori       |
| アリ（バルソラ王子）                   | オートコントル | Godard                     |
| オスミン（アリの奴隷）                 | テノール       | Pierre-Nicolas Oyez        |
| ヴェルティゴ（画家）                   | バリトン       | Le Noble                   |
| カレンデル（ダルヴィーシュ）           | バス           | Vincent Hédoux             |
| エジプトのスルターン                   | テノール       |                            |
| キャラバンの隊長                       | バス           |                            |

## あらすじ

### 第1幕
アリ王子の奴隷であるオスミンが物乞いの歌を歌うダルヴィーシュのカレンデルと会う。カレンデルはオスミンにうまい物乞いの仕方を教える（「われら愚かな民の思うは」）。
アリ王子は海賊に誘拐されて行方不明になっているペルシア王女レジアを探しているが、後宮からバルキスがやってきて、スルターンの妻がアリに会いたがっていることを告げる。

### 第2幕
アリ王子は後宮の女たち（ダルダネとアミーヌ）の誘惑に耐えるが、実はこれは後宮に入れられたレジアがアリ王子の忠実さを試すために行ったことだった。
レジアとアリは再会して喜びあうが、そこへバルキスがやってきて、突然スルターンが帰ってくるという知らせをもたらす。オスミンはカレンデルに助けを求める。

### 第3幕
カレンデルはいったん彼らをメッカの巡礼ということにしてスルターンの手を逃れる計画を立てるが、レジアに多額の賞金が出ていると知ると彼らを裏切る。
しかしスルターンは賢明な人物で、アリとレジアが愛しあっていることを知るとふたりの結婚を許す。